# أندروستينيس من ثاسوس
أندروستينيس من ثاسوس، ((بالإغريقية: Ἀνδροσθένης)‏؛ هو ثاسوس ابن كاليستراتوس, كان واحدًا من الأدميرال لاسكندر الأكبر، (ورتبة أدميرال هي واحدة من أعلى الرتب في بعض القوات البحرية وتحتل المرتبة الأولى).

## نبذة
أبحر مع نيارخوس وأيضا أرسل من قبل الكسندر أسفل الفرات لاستكشاف ساحل الخليج العربي، قام بالالتفاف على ساحل الجزيرة العربية في سفينة حربية قديمة من العهد الروماني لديها ثلاثة طبقات من المجاديف على كل جانب. والإبحار أبعد من أرتشياس بيلا هي مدينة موجودة في مقادونيا، اليونان. قام بكتابة رواية لهذه الرحلة، بعنوان الملاحة في البحر الهندي (Ὁ τῆς Ἰνδικῆς παραπλοῦς).